# Xã Millwood, Quận Guernsey, Ohio
Xã Millwood (tiếng Anh: Millwood Township) là một xã thuộc quận Guernsey, tiểu bang Ohio, Hoa Kỳ. Năm 2010, dân số của xã này là 1.419 người.